# Duthiella speciosissima
Duthiella speciosissima là một loài Rêu trong họ Leskeaceae. Loài này được Broth. ex Cardot mô tả khoa học đầu tiên năm 1913.